# Raymond Pratte
Raymond Pratte (...) è un ex sciatore alpino canadese, vincitore della Can-Am Cup nel 1977.

## Biografia
Pratte proviene da una famiglia di grandi tradizioni nello sci alpino: è fratello di Claude, Diane e Michel e zio di Brigitte e Lise-Marie Acton, a loro volta atleti di alto livello. Nella stagione 1976-1977 vinse la Can-Am Cup e ai Campionati canadesi vinse il titolo nazionale nello slalom speciale ne 1979; non prese parte a rassegne olimpiche e non ottenne piazzamenti in Coppa del Mondo o ai Campionati mondiali.

## Palmarès

### Cam-Am Cup
- Vincitore della Can-Am Cup nel 1977[senza fonte]

### Campionati canadesi
- 1 oro (slalom speciale nel 1979)[2]